# Armorique

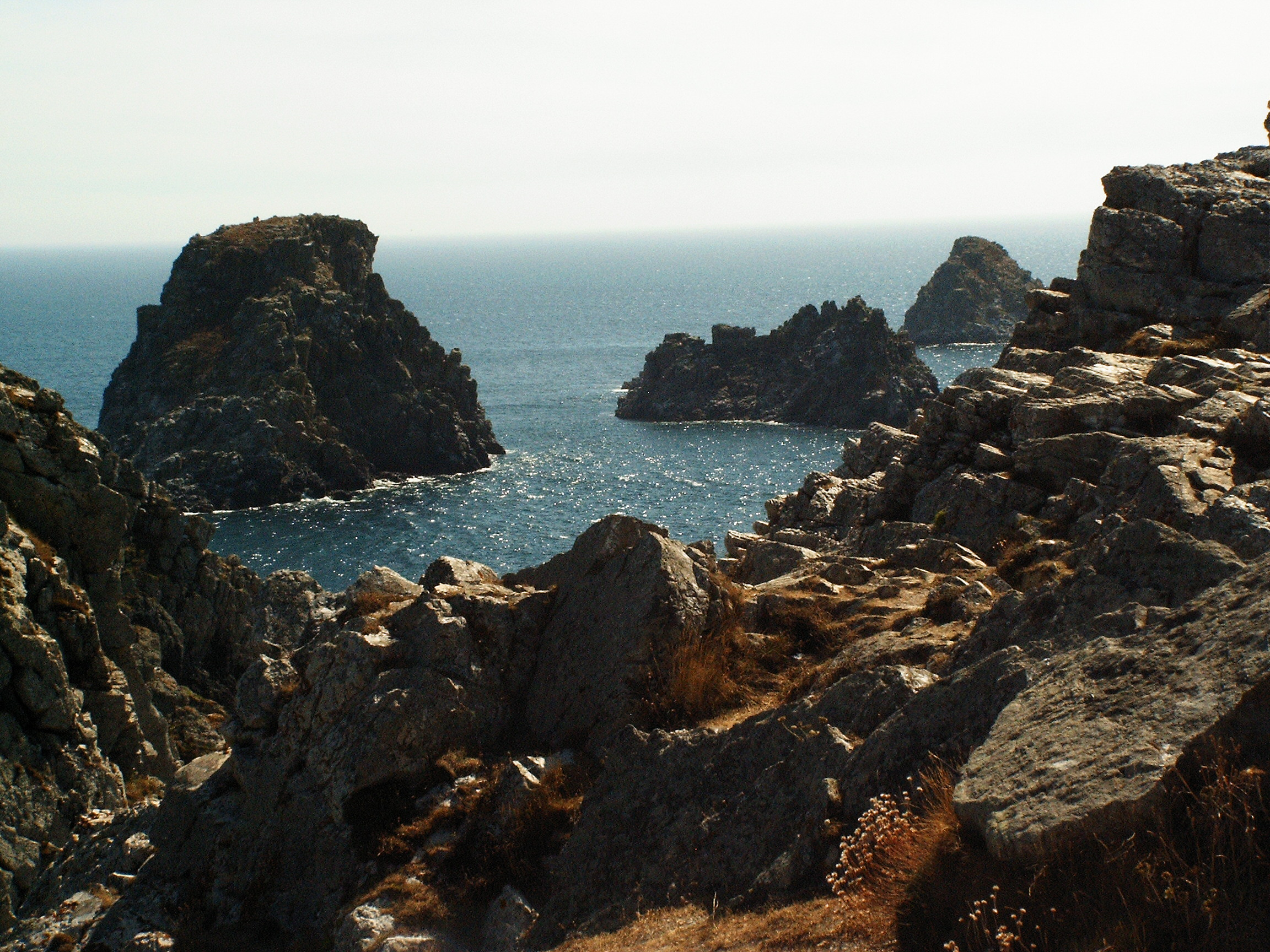
Pointe de Pen-Hir

Het regionaal park Armorique is gelegen onderweg op de route tussen Morlaix en Quimper in het departement Finistère in de (regio Bretagne).
Vanuit Le Faou in zuidoostelijke richting, buigt men af naar Quimerc'h van de weg naar Châteaulin naar het oosten af. Hiermee komt men in het gebied van het Parc Naturel Régional d'Armorique, dat een groot deel van de Monts d'Arrée in beslag neemt. Vanuit Morlaix, richting Quimper, doorkruist men dit gebied, waar een groot meer, het Réservoir de Saint-Michel is gelegen. Na 20 km bereikt men Brasparts, met zijn opmerkelijke "enclos paroissial" van waaruit men twee tochten kan maken. Het eerste gaat naar de 7 km te noorden gelegen Montagne Saint-Michel die 380 meter hoog is. Deze bergheuvel kan men beklimmen, vanwege het schitterende uitzicht, met uitzicht boven het Régionale Natuurpark en het Lac Saint-Michel, dat zeer aan te bevelen is. Boven op de berg ziet men afzonderlijk van de andere berggesteentes drie zwarte puntige basaltpieken genaamd de "Drie Weduwen" of ook de "Drie Heksen". Deze tocht kan men uitbreiden tot het 6 km ten westen van de berg gelegen dorp Saint-Rivoal, waarvan het openluchtmuseum in de zomer van 9.00u tot 12.00u en van 14.00 tot 18.30u geopend is.